# Sempervivum transcaucasicum
Sempervivum transcaucasicum ist eine Pflanzenart aus der Gattung der Hauswurzen (Sempervivum) in der Familie der Dickblattgewächse (Crassulaceae). Das Artepitheton transcaucasicum verweist auf das Vorkommen der Art in Transkaukasien.

## Beschreibung

### Vegetative Merkmale
Sempervivum transcaucasicum wächst als Rosettenpflanze mit einem Durchmesser von 3 bis 4 Zentimeter und bildet nur wenige Ausläufer. Die verkehrt lanzettlichen bis verkehrt eiförmigen, gelblich grünen, kurz drüsig-flaumhaarigen Laubblätter tragen ein abrupt aufgesetztes Spitzchen. Die Blattspreite ist 15 bis 20 Millimeter lang und etwa 10 Millimeter breit.

### Generative Merkmale
Der Blütenstand ist zymös. Die 11- bis 13-zähligen Blüten weisen einen Durchmesser von etwa 2,5 Zentimeter auf. Ihre eiförmig-lanzettlichen, spitzen Kronblätter sind 2 bis 2,5 Millimeter lang. Die lanzettlichen, hellgelben Kelchblätter sind an ihrer Basis lavendelfarben. Sie sind 8 bis 10 Millimeter lang und 2 Millimeter breit. Die Staubfäden sind hell purpurfarben, die Staubbeutel gelb. Die rechteckigen Nektarschüppchen sind aufwärts gebogen.
Die Blütezeit ist Juni.

## Systematik und Verbreitung
Sempervivum transcaucasicum ist im Nordosten der Türkei und in Georgien auf Erstarrungsgestein in Höhen von 550 bis 2700 Metern verbreitet.
Die Erstbeschreibung durch Clara Winsome Muirhead wurde 1965 veröffentlicht.

## Nachweise